# 廃城
廃城（はいじょう）とは、城が城として使われなくなること。また、その城のこと。
廃墟となった城という意味では荒城ということもある。

## 日本における廃城
日本では中世に各地に居館や城郭が築城され、特に戦国時代には数多くの中世城郭が築城された。戦国時代は戦国大名や国衆など地域勢力が領国支配の本拠を定めるが、戦国大名は地域統一の過程で本拠を移すことが多く、移転前の本拠は継続して存置されることもあるが、廃されることも多かった。また、合戦を経た後に領主が変遷すると支配拠点の移動により廃城となるケースも多い。
近世には豊臣政権や江戸幕府などの統一権力が地方大名の転封を行い領主が変遷し、支配拠点の移動や近世城郭の新たな築城が行われ、この過程で廃城となった城郭も多い。また、1615年（元和元年）には一国一城令が発せられ、多くの城郭が廃城となった。
山城など築城年代の未詳や小規模な城郭については築城・廃城の歴史的背景が不明のものも多く、廃城後も村落の生業拠点や信仰の場、あるいは史跡として利用される城郭も存在する。
近世城下町の多くは近代にも地方の県庁所在地となり、1873年（明治6年）の全国城郭存廃ノ処分並兵営地等撰定方（廃城令）により近世城郭の多くが廃城となり、城郭の郭内や武家地などは収公され官公庁用地として開発された。ただし、引き続き軍事施設として利用するか、廃城とするかの処分によって廃城となった城もある。
当時の建物が現存しないことが廃城の状態ということではなく、存城となっても建物の多くまたは全てが売却によって破却や移築するなどして撤去されることがあった。第二次世界大戦まで、熊本城や若松城は存城であり、現存する建物がある松本城や高知城は廃城とされていた。

現在では、全ての城は事実上の廃城であり、一般的に遺跡・文化財として扱われている。建物が現存する城などでは観光地として利用されており、現存建物のない一部の城においては、地元の有志によって観光等の目的で天守などが復元されていたりする。